# Marcus Maeder
Marcus Maeder (* 7. Dezember 1971 in Zürich) ist ein Schweizer Künstler, Forscher und Komponist. Schwerpunkte seiner künstlerischen Arbeit liegen in der Klangkunst und der Elektronischen Musik. Als Autor schreibt Maeder zu verschiedenen Themen der medialen Künste und der künstlerischen Forschung.

## Leben
Marcus Maeder hat an der Hochschule Luzern Freie Kunst und an der Fernuniversität in Hagen Philosophie studiert und sein PhD in Umweltsystemwissenschaften an der ETH Zürich abgeschlossen. Er ist Mitbetreiber des Musiklabels domizil, das er 1996 zusammen mit Bernd Schurer gegründet hat. Maeder hat als Redakteur und Produzent für Schweizer Radio SRF gearbeitet und ist seit 2005 wissenschaftlicher Mitarbeiter am Institute for Computer Music and Sound Technology ICST der Zürcher Hochschule der Künste und zur Zeit Stipendiat der Alexander von Humboldt-Stiftung an der Freien Universität Berlin. Maeder lebt in Berlin und Tenna (GR).
Am ICST und an der Freien Universität Berlin forscht Maeder in Bereichen der Akustischen Ökologie und der Sonifikation. Sein besonderes Interesse gilt dabei der künstlerischen Erforschung und Erschliessung von normalerweise nicht wahrnehmbaren Phänomenen in der Natur, besonders von Prozessen, die in Zusammenhang mit dem Klimawandel und Umweltproblemen stehen.
Marcus Maeder erhielt Werk- und Kompositionsaufträge der Schweizer Kulturstiftung Pro Helvetia und des Förderprogramms sitemapping des Schweizerischen Bundesamtes für Kultur sowie Produktionsbeiträge der Stadt Zürich. Als Hörspielautor realisierte Maeder Produktionen für den Österreichischen Rundfunk und Schweizer Radio SRF 2 Kultur.
Maeders Klanginstallation trees: Pinus sylvestris wurde an der UN-Klimakonferenz COP 21 in Paris auf Einladung des französischen Präsidenten François Hollande gezeigt. Seine Installation ''Espirito da floresta/Forest spirit'' wurde 2017 am Hauptsitz der Interamerikanischen Entwicklungsbank IDB in Washington präsentiert. Marcus Maeder und Roman Zweifel erhielten 2017 eine Auszeichnung des STARTS Preises der Europäischen Kommission am Ars Electronica Festival in Linz. Maeders Klanginstallation Silva, eine Kommission des Goethe-Instituts, wurde 2021 im Estnischen Nationalmuseum ausgestellt; Estlands Präsident Alar Karis besuchte die Ausstellung und hielt die Eröffnungsrede.

## Auswahl von Ausstellungen und Projekten
- 2023: Growth model, Tokyo Biennale
- 2023: treelab, Examples to follow/zur Nachahmung empfohlen, Uferhallen Berlin
- 2023: Speculative Botany, Art and about. Artistic Research at Spreepark, Spreepark Art Space, Berlin
- 2023: Espirito da floresta, A bruit secret. über das Hören in der Kunst, Museum Tinguely, Basel
- 2022: Edaphon Braggio, Earthbound, HEK Haus der Elektronischen Künste, Basel
- 2022: Acla, Art Safiental, Versam/Tenna
- 2022: Growth Model, Touch Wood, ZAZ Museum Bellerive, Zurich
- 2022: Edaphon Braggio, Earthbound, Esch 2022/Möllerei, Luxembourg
- 2022: Nephoscope, Kunst forscht, Kunstverein Mannheim 2021: Earth Beats, Kunsthaus Zürich
- 2021: Landliebe, Bündner Kunstmuseum, Chur
- 2020: Critical Zones, Zentrum für Kunst und Medien ZKM, Karlsruhe
- 2020: And the FORESTs will echo with laughter…, ERES-Stiftung, München
- 2019: Perimeter Pfynwald, Eco-Visionarios/Eco-Visionaries, Laboral Centro de Arte y Creation Industrial, Gijon
- 2019: treelab, Von Pflanzen und Menschen, Deutsches Hygiene-Museum, Dresden
- 2018: treelab, Eco-Visionaries, Haus der Elektronischen Künste HeK, Basel
- 2018: Sounding Soil, Zentrum Paul Klee, Bern
- 2018: Espirito da floresta/Forest spirit, Bosque da Sciencia, Manaus
- 2017: Espirito da floresta/Forest spirit, Inter-American Development Bank IDB, Washington DC
- 2017: treelab, Ars Electronica Festival, Linz; BOZAR, Palais des Beaux-Arts, Bruxelles
- 2015: trees: Pinus sylvestris, UN-Klimakonferenz COP 21, Paris
- 2014: trees: Pinus sylvestris, SoundReasons Festival, Outset India, New Delhi
- 2014: trees: Downy Oak 2, Baum/Klang/Kunst/Mensch, Alpen Adria Universität Klagenfurt, mit Ch. Kubisch, B. Traubeck, W. Ritsch
- 2012: trees: Downy Oak, swissnex San Francisco, Workshop in Muir Woods
- 2011: Der Pfad zur linken Hand, Ein topografisches Hörspiel mit Jan Schacher/Jasch, Musikprotokoll Graz und Shedhalle Zürich
- 2010: Kuratierung der Ausstellung Milieux Sonores, Grey Area Foundation, San Francisco und Kunstraum Walcheturm, Zürich
- 2008: Sonifikationen und Kompositionen für das Nova-Lichtobjekt im Hauptbahnhof Zürich, ein Projekt der ETH Zürich
- 2008: Die Wunschmaschinen, Surround-Hörspiel nach Deleuze/Guattari's Anti-Ödipus, 40 Jahre 1968, Frankfurt und Kunstraum Walcheturm, Zürich
- 2007: Davos Soundscape, eine topografische Komposition mit Jan Schacher/Jasch, Davos Festival 2007
- 2004: Transient Travels, Installation und Kompositionen in einem Eisenbahnwaggon, ISCM World New Music Days 2004
- 2003: Electronic Music Archive, eine Ausstellung von Gianni Jetzer und Norbert Möslang (Voice Crack), Kunsthalle St. Gallen
- 2002: Musik und Sounddesign für die Expo.02, Expoagricole, Murten
- 1998: We Are Somewhere Else Already – Swiss Institute, New York

## Diskographie
- 2020: crepuscule, Kassette, domizil 48
- 2017: non-human, CD, domizil 45
- 2015: Progeny, CD, domizil 41
- 2013: topographie sinusoïdale, CD, domizil 38
- 2010: annex, Mini-CD, domizil 33
- 2009: Wire Tapper, CD/The Wire(Compilation)
- 2009: subsegmental, CD, domizil 32
- 2008: Opera Calling, CD (Compilation)
- 2008: Die Wunschmaschinen, DVD, domizil 30/ZHdK Records
- 2007: This ship in trouble, CD/online, domizil 24
- 2005: Transient Travels, VA, CD, domizil 23 (Compilation)
- 2004: domizil vs. Antifrost life, - Live-CD, domizil 19 (Compilation)
- 2004: Club Transmediale, CD, Data Error (Compilation)
- 2004: La Suisse, CD, SME (Compilation)
- 2003: Bees & Honey, Andrey Kiritchenko, CD, Zeromoon (Remix)
- 2002: Quiconque, CD, domizil 17
- 2001: Poisonhats, CD, Arts Centre Dublin (Compilation)
- 2001: Substrat CD, CD, Stattmusik (Compilation)
- 2000: Institut für Feinmotorik: Verschiedene, CD, IFFM (Compilation)
- 1999: solipsistic_motion, LP, domizil 10